# 小斑深海康吉鰻
小斑深海康吉鰻（学名：Bathycongrus gattulatus）为辐鳍鱼纲鳗鲡目糯鰻科深海康吉鰻屬下的一个种。该物种主要分布于印度洋和西南太平洋海域，栖息深度为270米至1270米。

## 扩展阅读
- 維基物種上的相關：小斑深海康吉鰻